# Юинг, Уолтер
Уолтер Генри Юинг[уточнить] (англ. Walter Henry Ewing; 11 февраля 1878, Монреаль — 25 июня 1945, Монреаль) — канадский стрелок, чемпион и призёр летних Олимпийских игр.
Юинг принял участие в летних Олимпийских играх в Лондоне в двух дисциплинах стендовый стрельбы. В трапе он стал чемпионом среди отдельных спортсменов и занял второе место среди команд.